# Kościół Najświętszego Serca Jezusowego w Rzepinie
Kościół pw. Najświętszego Serca Jezusowego w Rzepinie – rzymskokatolicki kościół parafialny w Rzepinie, w powiecie słubickim, w województwie lubuskim. Należy do dekanatu Rzepin diecezji zielonogórsko-gorzowskiej.

## Opis
Obecna świątynia początkowo nosiła wezwanie Świętej Katarzyny. W listopadzie 1945 r. kościół rekonsekrowano pod dawnym wezwaniem Świętej Katarzyny. Pierwotna budowla nosiła cechy stylu późnoromańskiego. Wybudowane z granitu dolne partie świątyni pochodzą z XIII wieku. Z pierwotnego kościoła zachowało się również prezbiterium razem z trzema oknami na ścianie wschodniej z łukami lekko zaostrzonymi. Do korpusu budowli od strony północnej jest dobudowana kaplica z końca XIV stulecia, posiadająca ostrołukowy profilowany portal i ceglane maswerkowe fryzy ze sklepieniem krzyżowo-żebrowym. W 1638 r. kościół został uratowany przed spaleniem.

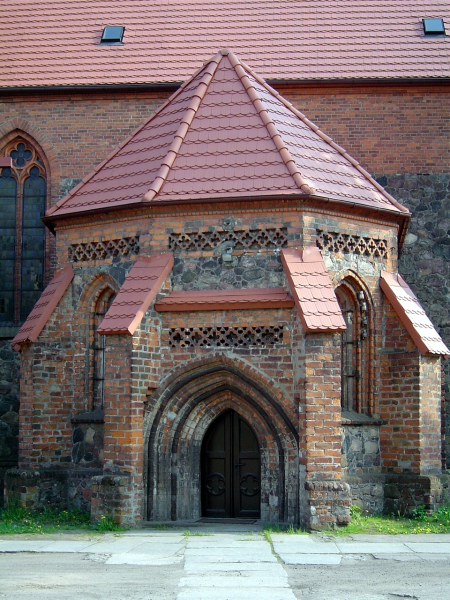
Kaplica

W 1698 r. odnotowano, że budowla jest cała murowana, wieża drewniana, posiada pięć dzwonów i zegar oraz że stoi w mieście. Jednakże w 1709 r., profesor Beckmann z Frankfurtu odnotował, iż w wieczór Trójcy Świętej część świątyni zawaliła się.
Świątynia została odbudowana z cegły, podwyższone zostały znaczne partie murów oraz została zbudowana wieża w stylu neogotyckim. Prace przy odbudowie i modernizacji kościoła zakończyły się dopiero w 1879 r. Wymiary świątyni to: długość – 36 metrów, szerokość od głównego wejścia – 15 metrów. Obecna bryła budowli i jej wnętrze powstało podczas tej przebudowy.

## Wyposażenie
W prezbiterium znajduje się Chrystus na krzyżu, tabernakulum i ciernie, które wykonane są z ozdobnego metalu. W oknach jest umieszczonych 7 witraży. W centralnym oknie znajduje się witraż przedstawiający Najświętsze Serce Pana Jezusa. Organy o 19 głosach wykonane zostały w 1879 r. przez berlińską firmę Gebrüder Dinse.